# Mezőhomok
Mezőhomok Beregdéda településrésze Ukrajnában, Kárpátalján, a Beregszászi járásban.

## Fekvése
Beregszász nyugati szomszédjában fekvő település, Beregdéda társközsége, mára teljesen összeépült vele.

## Története
Mezőhomok (Homok) ma Beregdéda egy része, az egykor különálló település Mezőhomok elnevezése ma már csak a szóhasználatban él.
Mezőhomok nevét 1356-ban említette először oklevél Homoki Péter nevében. Az 1300-as években a Homoki család birtoka volt. 1400-ban Gecsei András fiát Györgyöt iktatták be  zálogcímen Homoki György itteni  birtokrészeibe. 1440-ben lompertszászi Stéber Péter és neje Homoki Pál leánya Erzsébet, valamint Kércsi György fia Albert kapta zálogba Homok nyugati felét. 1464-ben Mátyás király parancsára a leleszi konvent Homoki Demeter lányait: Annát és Erzsébetet, atyjok zálogban volt ősi birtokába örökségi jogon iktattatta be. Később több birtokosnak is volt itt birtokrésze. 1566-ban, a Tokaj alól itt átvonuló tatárok teljesen elpusztították, az 1567 évi adóösszeíráskor itt csak 1, 5 népes teleket találtak. 1570-ben Homoki Boldizsár és Daróczi Szerat, 1572-ben Homoki István neve szerepelt birtokosaként, aki Kürtösi Dorottyának egy jobbágytelket adott; 1575-ben Török Jusztina Győrei Zsófiával pereskedett itt foglalás miatt. 1580-ban a néhai Homoki Miklós fia Pál örökös nélküli halála miatt a koronára szállt. 1582-ben Matyóczi Guti Ferencz Komlósi Gáspárral pereskedett egy részbirtokért.
1600-ban Daróczi Szeráfnak volt itt birtoka. 1638-ban királyi adománnyal Homok egész birtokába priberi Melith Péter szatmári főkapitányt iktatták be. 1647-ben Galambosi László és Perényi János volt a település birtokosa. Később Homok a Lónyay családra szállt. 1881-ben 270 lakosa volt a településnek. 1910-ben 260 lakosából 252 magyar, 8 ruszin volt. Ebből 228 görögkatolikus, 15 református, 10 izraelita volt. A trianoni békeszerződés előtt Bereg vármegye Tiszaháti járásához tartozott.